# Sperling & Kupfer
Sperling & Kupfer è una casa editrice italiana fondata nel 1899. Dal 1995 fa parte del Gruppo Mondadori.

## Storia
Nel giugno 1899 l'editore tedesco Heinrich Otto Sperling, che aveva avviato quattro anni prima a Stoccarda una casa editoriale specializzata soprattutto in materie tecnico-scientifiche, espandendosi in breve tempo in Francia, Belgio e Lussemburgo, aprì  una filiale a Milano, in Corso Venezia. Nel 1906 pubblica la nuova medicina naturale di Bilz e il Grande atlante geografico di Stieler e nel 1909 il Vocabolario tecnico illustrato di Schlomann. Il responsabile della sede italiana fu Richard Kupfer, formatosi alla Scuola libraria di Lipsia, il cui nome fu aggiunto nel 1911 alla dicitura della casa editrice stessa. Con lo scoppio della prima guerra mondiale il processo di sviluppo della casa editrice si ferma in quanto i proprietari, di nazionalità tedesca, sono costretti a lasciare l'Italia.
L'attività riprende nel 1925 con la cessione della quota di Sperling a Kupfer, che diventa unico proprietario del marchio. Nel 1927 la casa editrice si trasforma in società in accomandita semplice e Richard Kupfer si ritira a Lugano. Il 1929 è l'anno in cui la società passa sotto la presidenza di Harry Betz, a cui segue nel 1935 Federico Giannoni. Gli anni trenta segnarono il lancio di due collane prestigiose: Narratori Nordici (1929) e Pandora (1931), con le quali si diffusero in Italia le opere di narratori nord-europei e mitteleuropei. Nel 1934 nascono le prime enciclopedie, tra cui l'Enciclopedia dei Maestri, seguita nel 1937 dall'"Enciclopedia Bancaria". Sempre tra gli anni trenta e quaranta, vengono pubblicati volumi di igiene, medicina, urbanistica, atlanti e riviste (come Geopolitica e L'annunciatore politecnico librario).
Nel 1943 la sede dell'editore fu trasferita temporaneamente a Merano, per salvare quanto era rimasto dai bombardamenti, per poi tornare nel capoluogo lombardo dopo la fine del conflitto. Negli anni cinquanta l'editore donò rilievo a temi legati all'indagine sociale, alla politica economica e alla manualistica scientifica. Negli anni settanta fu rilevata da Tiziano Barbieri Torriani, il quale portò in Italia i best seller americani. Torriani aveva messo insieme un gruppo di dieci soci per acquisire da Carlo Alessandro De Michelis la Sperling & Kupfer. Negli anni settanta Barbieri Torriani, con l'aiuto di Alberto Orefice, mette insieme 30.000 voci corredate di fonetica internazionale, nel dizionario simultaneo in cinque lingue. Nello stesso periodo la Sperling & Kupfer importa alcuni importanti best seller di autori americani, tra cui Irving Wallace, Sidney Sheldon, Judith Krantz, Danielle Steel, Barbara Taylor Bradford e Stephen King.
Negli anni ottanta nell'azionariato del marchio Sperling & Kupfer entra il Gruppo Mondadori, per poi essere acquisita interamente nel 1995, dopo la morte di Torriani, sotto l'amministrazione di Giuseppe Baroffio e la direzione editoriale di Carla Tanzi. Nel 1980 la Sperling & Kupfer inserisce nel proprio catalogo volumi dedicati alla nutrizione, tra cui La dieta Scarsdale, del cardiologo americano Herman Tarnower, al benessere e allo sport, si ricorda la collana sportiva conosciuta come "la gialla". Nel 1983 rileva l'editore storico Frassinelli grazie alla mediazione di Erich Linder. Nel 1984 pubblica la collana Management, diretta da Giuseppe Turani: tra i titoli di maggior successo si ricorda L’avvocato , la biografia di Gianni Agnelli, la guida L'One Minute Manager di Kenneth Blanchard e Spencer Johnson. Nel 1988 la casa editrice ha inaugurato la Sperling Paperback, dedicata alla pubblicazione dei propri successi in edizione tascabile, con il marchio Superbestseller. Nel 1995 nasce la collana I Miti, dedicata ai volumi superconomici.
Nel 2013 nasce Pickwick, la linea tascabile che riunisce, in unico catalogo, gli autori stranieri e italiani di Sperling & Kupfer e Piemme. Nello stesso anno nasce la collana Wellness, inglobando titoli per la cura della mente, del corpo e dello spirito. Nel 2016 nasce la collana Pickwick Big, dedicata ai grandi successi, in un formato “trade paperback”. I primi ad essere pubblicati in questa collana sono stati 22.11.63 di Stephen King, e per l’Italia La Vigna di Angelica di Sveva Casati Modignani, a seguire con uno dei long-seller più importanti della linea paperback, Donne che corrono coi lupi di Clarissa Pinkola Estes.
Sperling & Kupfer pubblica Igor Sibaldi, Sergio Bambarén, Stephen King, Anna Todd, Danielle Steel, Tom Rob Smith, John Grogan e, tra gli italiani, Sveva Casati Modignani, Maria Daniela Raineri, Salvo Sottile, Diego Galdino, Andrea Carlo Cappi e Diletta Leotta. Importante anche la produzione di saggistica e varia tra cui Luca Telese, Eduardo Galeano, Antonio Caprarica, Costantino D'Orazio, Pietro Grasso e Melania Rizzoli, Diego Dalla Palma, Fiammetta Fadda, Spenser Johnson, Philip Kotler e Luc Montagnier.

## Divisioni
Sperling & Kupfer ha sviluppato quali principali linee di prodotto la narrativa, la saggistica, l'economia, la manualistica e la divulgazione.
- Sperling & Kupfer: pubblica saggistica su temi contemporanei e narrativa
- Frassinelli: fondata nel 1931, propone novità di narrativa e saggistica italiana e internazionale, fra gli autori pubblicati Toni Morrison, Nuruddin Farah, Meir Shalev, Valerio Varesi, Giorgio Todde, Salvatore Veca, Aldo Busi, Alda Merini, Anna Gavalda, Richard Flanagan, Clarissa Pinkola Estés e Nicholas Sparks.
- Mondadori Informatica: editore italiano dei volumi di Microsoft Press oltre ad essere editore di volumi dedicati a Adobe, Macromedia, Linux e Apple Macintosh.

## Le collane
- Beatrix Potter, raccoglie le opere più celebri dell'autrice di libri per l'infanzia.
- Conversazione, collana nata ed esaurita nel 1982 i cui titoli sono passati nel catalogo Frassinelli.
- I Costruttori del mondo, pubblica le opere saggistiche di Stefan Zweig.
- Cucina, collana fondata da Elena Spanol.
- Cuore, collana di letteratura rosa.
- Didakta, collana di manuali scientifici.
- Donna, manuali per la donna.
- E&M Economia e management
- Economia, collana riguardante le singole attività imprenditoriali italiane
- Educazione sessuale
- Eubiotica, raggruppa testi dedicati alla dieta e alla medicina naturale
- Golf
- Le grandi opere illustrate
- Guida
- Impostazioni e tendenze, collana di saggistica internazionale
- Informa
- La liberazione dell'Italia, pubblica libri dedicati a episodi legati alla Resistenza e alla Liberazione
- Lingue
- Narratori nordici
- Ombra
- Pandora
- Politica, pubblica bibliografie di esponenti politici italiani
- Saggi
- Sportiva
- Vita, pubblica testi sulla guerra[21]